# Episodi di Due South - Due poliziotti a Chicago (seconda stagione)
La seconda stagione della serie televisiva Due South - Due poliziotti a Chicago è stata trasmessa in anteprima in Canada dalla CTV tra il 9 novembre 1995 e il 31 maggio 1996.
| nº | Titolo originale                    | Titolo italiano | Prima TV Canada  | Prima TV Italia |
| -- | ----------------------------------- | --------------- | ---------------- | --------------- |
| 1  | North                               |                 | 9 novembre 1995  |                 |
| 2  | Vault                               |                 | 7 dicembre 1995  |                 |
| 3  | The Witness                         |                 | 14 dicembre 1995 |                 |
| 4  | Bird in the Hand                    |                 | 21 dicembre 1995 |                 |
| 5  | The Promise                         |                 | 11 gennaio 1996  |                 |
| 6  | The Mask                            |                 | 18 gennaio 1996  |                 |
| 7  | Juliet Is Bleeding                  |                 | 1º febbraio 1996 |                 |
| 8  | One Good Man                        |                 | 8 febbraio 1996  |                 |
| 9  | The Edge                            |                 | 15 febbraio 1996 |                 |
| 10 | Starman                             |                 | 22 febbraio 1996 |                 |
| 11 | We Are the Eggmen                   |                 | 29 febbraio 1996 |                 |
| 12 | Some Like It Red                    |                 | 28 marzo 1996    |                 |
| 13 | White Men Can't Jump to Conclusions |                 | 4 aprile 1996    |                 |
| 14 | All the Queen's Horses              |                 | 11 aprile 1996   |                 |
| 15 | Body Language                       |                 | 25 aprile 1996   |                 |
| 16 | The Duel                            |                 | 2 maggio 1996    |                 |
| 17 | Red, White or Blue                  |                 | 16 maggio 1996   |                 |
| 18 | Flashback                           |                 | 31 maggio 1996   |                 |